# Pidonia maculithorax
Pidonia maculithorax är en skalbaggsart som beskrevs av Maurice Pic 1902. Pidonia maculithorax ingår i släktet Pidonia och familjen långhorningar. Inga underarter finns listade i Catalogue of Life.